# Chaumercenne
Chaumercenne és un municipi francès situat al departament de l'Alt Saona i a la regió de Borgonya - Franc Comtat. L'any 2007 tenia 148 habitants.

## Demografia

### Població
El 2007 la població de fet de Chaumercenne era de 148 persones. Hi havia 72 famílies, de les quals 20 eren unipersonals (20 dones vivint soles i 20 dones vivint soles), 28 parelles sense fills, 20 parelles amb fills i 4 famílies monoparentals amb fills.
La població ha evolucionat segons el següent gràfic:
Habitants censats

### Habitatges
El 2007 hi havia 86 habitatges, 68 eren l'habitatge principal de la família, 14 eren segones residències i 4 estaven desocupats. 77 eren cases i 7 eren apartaments. Dels 68 habitatges principals, 50 estaven ocupats pels seus propietaris, 15 estaven llogats i ocupats pels llogaters i 3 estaven cedits a títol gratuït; 2 tenien dues cambres, 11 en tenien tres, 15 en tenien quatre i 40 en tenien cinc o més. 45 habitatges disposaven pel capbaix d'una plaça de pàrquing. A 32 habitatges hi havia un automòbil i a 26 n'hi havia dos o més.

### Piràmide de població
La piràmide de població per edats i sexe el 2009 era:
| Homes | Edats   | Dones |
| ----- | ------- | ----- |
| 0     | 95 o +  | 0     |
| 0     | 90 a 94 | 4     |
| 0     | 85 a 89 | 8     |
| 4     | 80 a 84 | 0     |
| 8     | 75 a 79 | 4     |
| 0     | 70 a 74 | 8     |
| 8     | 65 a 69 | 8     |
| 0     | 60 a 64 | 4     |
| 4     | 55 a 59 | 8     |
| 4     | 50 a 54 | 4     |
| 8     | 45 a 49 | 4     |
| 0     | 40 a 44 | 0     |
| 8     | 35 a 39 | 0     |
| 0     | 30 a 34 | 8     |
| 0     | 25 a 29 | 0     |
| 0     | 20 a 24 | 0     |
| 4     | 15 a 19 | 0     |
| 4     | 10 a 14 | 0     |
| 0     | 5 a 9   | 4     |
| 0     | 0 a 4   | 0     |

## Economia
El 2007 la població en edat de treballar era de 89 persones, 59 eren actives i 30 eren inactives. De les 59 persones actives 53 estaven ocupades (29 homes i 24 dones) i 7 estaven aturades (3 homes i 4 dones). De les 30 persones inactives 13 estaven jubilades, 9 estaven estudiant i 8 estaven classificades com a «altres inactius».

### Ingressos
El 2009 a Chaumercenne hi havia 71 unitats fiscals que integraven 148 persones, la mediana anual d'ingressos fiscals per persona era de 17.526,5 €.

### Activitats econòmiques
Dels 5 establiments que hi havia el 2007, 3 eren d'empreses de construcció, 1 d'una empresa de comerç i reparació d'automòbils i 1 d'una empresa de transport.
Dels 2 establiments de servei als particulars que hi havia el 2009, 1 era un electricista i 1 empresa de construcció.
L'únic establiment comercial que hi havia el 2009 era una botiga de menys de 120 m².

## Poblacions més properes
El següent diagrama mostra les poblacions més properes.